# Grand Brûlé

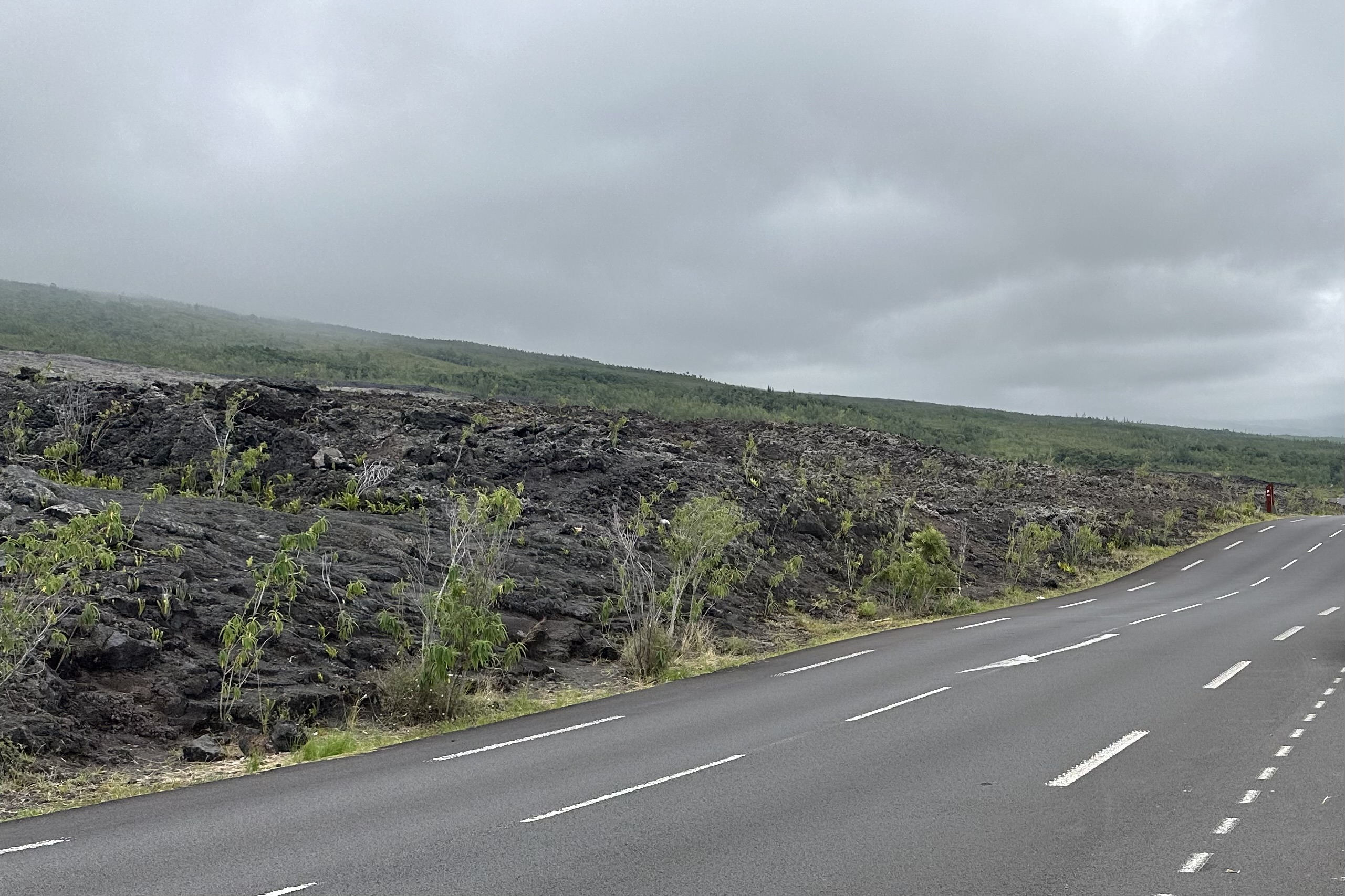
Grand Brûlé von der Route nationale 2, 2024

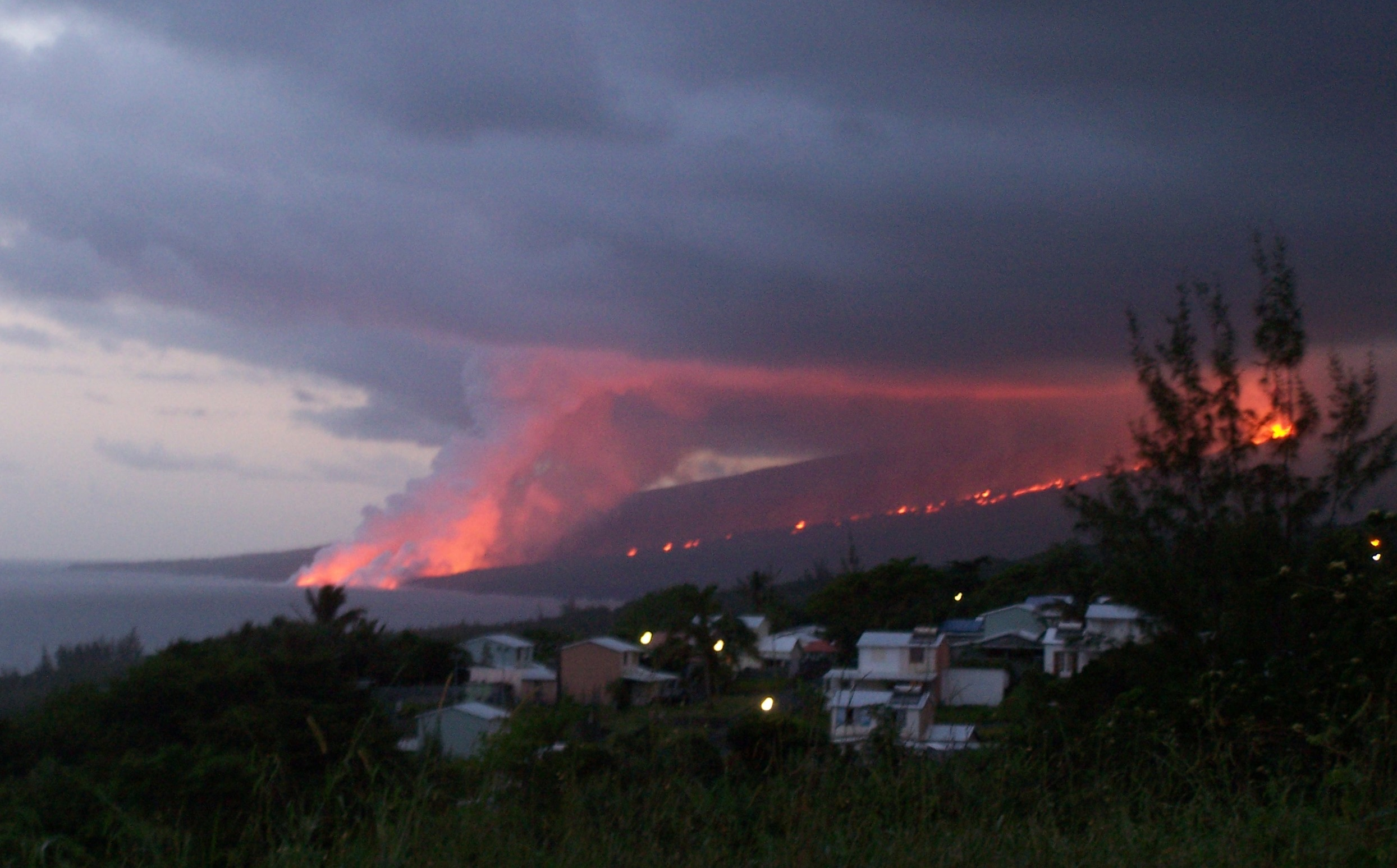
Blick auf den Grand Brûlé im Jahr 2007

Als Grand Brûlé wird der östliche Teil der Caldera des Vulkans Piton de la Fournaise auf der im Indischen Ozean gelegenen französischen Insel Réunion bezeichnet.
Die als Enclos Fouqué bezeichnete Caldera ist nach Osten offen und fällt zum Indischen Ozean hin ab. Im Norden wird das Gebiet durch die Rempart de Bois Blanc, im Süden durch die Rempart du Tremblet begrenzt. Sowohl die Nord-Süd- als auch die West-Ost-Ausdehnung beträgt etwa acht Kilometer. Bei den Ausbrüchen des Vulkans fließt die Lava zumeist über das Grand Brûlé zum Ozean ab. Das Gebiet des Grand Brûlé gehört im nördlichen Teil zur Gemeinde Sainte-Rose und im Süden zu Saint-Philippe. Es ist Teil des Nationalparks und des UNESCO-Weltnaturerbes. In dem Gebiet ist zu erkennen, wie die Natur die jeweiligen Lavaströme wieder mit Pflanzen besiedelt.
Entlang der Küste verläuft die zur Ringstraße um die Insel gehörende Route nationale 2 durch das Grand Brûlé, die nach dem Durchfluss von Lava jeweils wieder instand gesetzt werden muss. So wurde beim Ausbruch zwischen dem 2. April und 1. Mai 2007 auch der Bereich der Straße mit einer bis zu 60 Meter mächtigen Schicht Lava bedeckt. Es dauerte dann etwa sieben Monate, bis die Straße wieder hergestellt werden konnte.
Im Untergrund des Gebiets gibt es Lavatunnel. Bis 2002 befand sich im Gebiet die Statue Jungfrau mit dem Sonnenschirm.